# Souspierre
Souspierre é uma comuna francesa na região administrativa de Auvérnia-Ródano-Alpes, no departamento de Drôme. Estende-se por uma área de 5,25 km². Em 2010 a comuna tinha 101 habitantes (densidade: 19,2 hab./km²).